# 鳥興野村
鳥興野村（とりごうやむら）は、かつて新潟県北蒲原郡にあった村。

## 沿革
- 1889年（明治22年）4月1日 - 町村制施行に伴い北蒲原郡鳥穴村、下興野村、太田新田、飯島新田、砂山村が合併し、鳥興野村が発足。
- 1901年（明治34年）11月1日 - 北蒲原郡佐々木村、蓑島村と合併し、佐々木村を新設して消滅。